# Takuya Sonoda
Takuya Sonoda (園田 拓也 Sonoda Takuya?, nacido el 23 de noviembre de 1984 en Miyazaki) es un futbolista japonés que se desempeña como defensa.

## Trayectoria

### Clubes
| Club              | País  | Año         |
| ----------------- | ----- | ----------- |
| Montedio Yamagata | Japón | 2007 - 2011 |
| Ehime FC          | Japón | 2012 - 2013 |
| Roasso Kumamoto   | Japón | 2014 -      |

## Estadística de carrera

### J. League
| Club              | Año   | J. League | J. League | Copa J. League | Copa J. League | Total | Total |
| Club              | Año   | Part.     | Goles     | Part.          | Goles          | Part. | Goles |
| ----------------- | ----- | --------- | --------- | -------------- | -------------- | ----- | ----- |
| Montedio Yamagata | 2007  | 11        | 0         | -              | -              | 11    | 0     |
| Montedio Yamagata | 2008  | 9         | 1         | -              | -              | 9     | 1     |
| Montedio Yamagata | 2009  | 8         | 0         | 3              | 0              | 11    | 0     |
| Montedio Yamagata | 2010  | 13        | 0         | 3              | 0              | 16    | 0     |
| Montedio Yamagata | 2011  | 16        | 0         | 2              | 0              | 18    | 0     |
| Ehime FC          | 2012  | 32        | 0         | -              | -              | 32    | 0     |
| Ehime FC          | 2013  | 22        | 1         | -              | -              | 22    | 1     |
| Roasso Kumamoto   | 2014  | 41        | 6         | -              | -              | 41    | 6     |
| Roasso Kumamoto   | 2015  | 36        | 0         | -              | -              | 36    | 0     |
| Roasso Kumamoto   | 2016  | 38        | 0         | -              | -              | 38    | 0     |
| Roasso Kumamoto   | 2017  | 32        | 0         | -              | -              | 32    | 0     |
| Total             | Total | 258       | 8         | 8              | 0              | 366   | 8     |